# Sant Roc de Cantonigròs
L'església parroquial de Sant Roc de Cantonigròs és una església del nucli de Cantonigròs, l'Esquirol (Osona) inclosa a l'Inventari del Patrimoni Arquitectònic de Catalunya.

## Descripció
Església parroquial orientada al SW i és de planta basilical. Al davant del portal hi ha un atri sostingut per pilars de pedra. La nau central és coronada per un campanar d'espadanya. A la part dreta hi ha la capella fonda, darrere de la qual s'eleva un campanar torre de secció quadrada. Tot ell és bastit de pedra amb finestres d'arc de mig punt que emmarquen les campanes, a dalt de tot s'hi forma una terrassa. Aquest sector del temple és annexionat a la rectoria. L'absis és peraltat i està decorat, al seu interior, amb pilastres estriades i capitells corintis. Al centre s'hi eleva una cúpula sostinguda per petxines. És construïda amb pedra i arrebossada al damunt. L'estat de conservació és bo. Es conserven alguns retaules.

## Història
Aquest temple d'estructura complexa té el seu origen en un petit temple votiu que s'erigí l'any 1854 i que era dedicat a St. Roc, patró de la pesta. L'any 1861 fou ampliat. Al 1877 tingué sacerdot propi i s'erigí amb l'ajuda parroquial. Fins al 1945 no assolí la categoria de parròquia independent. La construcció és tardana d'aquest temple es deu sobretot a que el nucli de Cantonigròs es formà al segle xviii i fins al 1860 no arribà a tenir 17 cases.